# League Cup 2004/05
Der League Cup 2004/05 war die 45. Austragung des Football League Cup (meist nur als League Cup bekannt).
Am Pokalwettbewerb, der am 23. August 2004 für die 92 englischen Spitzenvereine begann, nahmen die Mannschaften der ersten bis vierten englischen Profiliga teil. Die ersten fünf Runden wurden im K.-o.-System über eine Partie und im Halbfinale über Hin- und Rückspiel entschieden. Das Finale, das zum fünften Mal im Millennium Stadium in Cardiff gespielt wurde, entschied am 27. Februar 2005 der Erstligist FC Chelsea für sich. Unterlegener Finalist war der FC Liverpool.

## Erste Runde
Zur ersten Runde traten die Vereine an, die in der Vorsaison 2003/04 die 70 schwächsten Platzierungen in der Gesamttabelle aller vier Profiligen belegt haben. Anders gesprochen hatten 22 Mannschaften der ersten Liga in der ersten Runde ein Freilos.
| Datum              |                        | Ergebnis              |                         |
| ------------------ | ---------------------- | --------------------- | ----------------------- |
| 23. August 2004    | AFC Rochdale           | 2:4                   | Wolverhampton Wanderers |
| 24. August 2004    | FC Bury                | 2:3                   | FC Burnley              |
| 24. August 2004    | Colchester United      | 2:1                   | Cheltenham Town         |
| 24. August 2004    | Crewe Alexandra        | 4:1                   | FC Blackpool            |
| 24. August 2004    | FC Darlington          | 0:2                   | FC Barnsley             |
| 24. August 2004    | Doncaster Rovers       | 3:1                   | Port Vale               |
| 24. August 2004    | FC Gillingham          | 1:2                   | Northampton Town        |
| 24. August 2004    | Grimsby Town           | 1:0                   | Wigan Athletic          |
| 24. August 2004    | Hartlepool United      | 2:1                   | Macclesfield Town       |
| 24. August 2004    | Hull City              | 2:2 n. V. (3:1 i. E.) | AFC Wrexham             |
| 24. August 2004    | Ipswich Town           | 2:0                   | FC Brentford            |
| 24. August 2004    | Kidderminster Harriers | 1:1 n. V. (4:5 i. E.) | Cardiff City            |
| 24. August 2004    | Leeds United           | 1:0                   | Huddersfield Town       |
| 24. August 2004    | Leyton Orient          | 1:3                   | AFC Bournemouth         |
| 24. August 2004    | Lincoln City           | 3:1                   | Derby County            |
| 24. August 2004    | Oldham Athletic        | 2:1                   | Stoke City              |
| 24. August 2004    | Peterborough United    | 0:3                   | Milton Keynes Dons      |
| 24. August 2004    | Queens Park Rangers    | 3:0                   | Swansea City            |
| 24. August 2004    | Rotherham United       | 2:1                   | FC Chesterfield         |
| 24. August 2004    | Rushden & Diamonds     | 0:1                   | Swindon Town            |
| 24. August 2004    | Sheffield United       | 4:1 n. V.             | Stockport County        |
| 24. August 2004    | AFC Sunderland         | 3:0                   | Chester City            |
| 24. August 2004    | Tranmere Rovers        | 2:1                   | Shrewsbury Town         |
| 24. August 2004    | FC Watford             | 1:0                   | Cambridge United        |
| 24. August 2004    | West Ham United        | 2:0                   | Southend United         |
| 24. August 2004    | Wycombe Wanderers      | 0:1                   | Bristol City            |
| 24. August 2004    | Yeovil Town            | 3:2 n. V.             | Plymouth Argyle         |
| 25. August 2004    | Bradford City          | 1:2 n. V.             | Notts County            |
| 25. August 2004    | Brighton & Hove Albion | 1:2                   | Bristol Rovers          |
| 25. August 2004    | Coventry City          | 4:1                   | Torquay United          |
| 25. August 2004    | Nottingham Forest      | 2:0                   | Scunthorpe United       |
| 25. August 2004    | Oxford United          | 0:2                   | FC Reading              |
| 25. August 2004    | Sheffield Wednesday    | 1:0                   | FC Walsall              |
| 7. September 2004  | Boston United          | 4:3 n. V.             | Luton Town              |
| 21. September 2004 | Mansfield Town         | 0:4                   | Preston North End       |

## Zweite Runde
Zu den 35 Siegern der ersten Runde gesellten sich 13 weitere Premier-League-Vereine, die sich nicht für einen europäischen Wettbewerb qualifiziert haben, hinzu.
| Datum              |                    | Ergebnis              |                         |
| ------------------ | ------------------ | --------------------- | ----------------------- |
| 21. September 2004 | Birmingham City    | 3:1                   | Lincoln Ciy             |
| 21. September 2004 | FC Burnley         | 1:1 n. V. (4:2 i. E.) | Wolverhampton Wanderers |
| 21. September 2004 | Colchester United  | 2:1 n. V.             | West Bromwich Albion    |
| 21. September 2004 | Crewe Alexandra    | 3:3 n. V. (4:2 i. E.) | AFC Sunderland          |
| 21. September 2004 | Crystal Palace     | 2:1 n. V.             | Hartlepool United       |
| 21. September 2004 | Doncaster Rovers   | 2:0                   | Ipswich Town            |
| 21. September 2004 | Grimsby Town       | 0:2                   | Charlton Athletic       |
| 21. September 2004 | Leeds United       | 1:0                   | Swindon Town            |
| 21. September 2004 | Manchester City    | 7:1                   | FC Barnsley             |
| 21. September 2004 | Milton Keynes Dons | 1:4                   | Cardiff City            |
| 21. September 2004 | Norwich City       | 1:0                   | Bristol Rovers          |
| 21. September 2004 | FC Reading         | 0:3                   | FC Watford              |
| 21. September 2004 | Tranmere Rovers    | 0:1                   | FC Portsmouth           |
| 21. September 2004 | West Ham United    | 3:2                   | Notts County            |
| 21. September 2004 | AFC Wrexham        | 2:3                   | Sheffield United        |
| 21. September 2004 | Yeovil Town        | 0:2                   | Bolton Wanderers        |
| 22. September 2004 | Aston Villa        | 3:1                   | Queens Park Rangers     |
| 22. September 2004 | Blackburn Rovers   | 3:3 n. V. (6:7 i. E.) | AFC Bournemouth         |
| 22. September 2004 | Boston United      | 1:4                   | FC Fulham               |
| 22. September 2004 | Bristol City       | 2:2 n. V. (3:4 i. E.) | FC Everton              |
| 22. September 2004 | Coventry City      | 1:0                   | Sheffield Wednesday     |
| 22. September 2004 | Northampton Town   | 0:3                   | FC Southampton          |
| 22. September 2004 | Nottingham Forest  | 2:1 n. V.             | Rotherham United        |
| 22. September 2004 | Oldham Athletic    | 0:6                   | Tottenham Hotspur       |

## Dritte Runde
Neben den 24 Siegern der zweiten Runde kamen nun noch die Vereine, die sich für einen europäischen Vereinswettbewerb qualifiziert hatten, dazu.
| Datum            |                   | Ergebnis              |                   |
| ---------------- | ----------------- | --------------------- | ----------------- |
| 26. Oktober 2004 | AFC Bournemouth   | 3:3 n. V. (4:5 i. E.) | Cardiff City      |
| 26. Oktober 2004 | FC Burnley        | 3:1                   | Aston Villa       |
| 26. Oktober 2004 | Crewe Alexandra   | 0:3                   | Manchester United |
| 26. Oktober 2004 | Doncaster Rovers  | 0:2                   | Nottingham Forest |
| 26. Oktober 2004 | FC Millwall       | 0:3                   | FC Liverpool      |
| 26. Oktober 2004 | FC Portsmouth     | 2:1                   | Leeds United      |
| 26. Oktober 2004 | Sheffield United  | 0:0 n. V. (2:4 i. E.) | FC Watford        |
| 27. Oktober 2004 | Birmingham City   | 0:1                   | FC Fulham         |
| 27. Oktober 2004 | Bolton Wanderers  | 3:4 n. V.             | Tottenham Hotspur |
| 27. Oktober 2004 | Charlton Athletic | 1:2                   | Crystal Palace    |
| 27. Oktober 2004 | FC Chelsea        | 1:0                   | West Ham United   |
| 27. Oktober 2004 | FC Everton        | 2:0                   | Preston North End |
| 27. Oktober 2004 | Manchester City   | 1:2                   | FC Arsenal        |
| 27. Oktober 2004 | FC Middlesbrough  | 3:0                   | Coventry City     |
| 27. Oktober 2004 | Newcastle United  | 2:1                   | Norwich City      |
| 27. Oktober 2004 | FC Southampton    | 3:2                   | Colchester United |

## Vierte Runde
| Datum             |                   | Ergebnis  |                   |
| ----------------- | ----------------- | --------- | ----------------- |
| 9. November 2004  | FC Arsenal        | 3:1       | FC Everton        |
| 9. November 2004  | FC Burnley        | 0:3       | Tottenham Hotspur |
| 9. November 2004  | Cardiff City      | 0:2       | FC Portsmouth     |
| 9. November 2004  | FC Watford        | 5:2       | FC Southampton    |
| 10. November 2004 | FC Liverpool      | 2:0       | FC Middlesbrough  |
| 10. November 2004 | Manchester United | 2:0       | Crystal Palace    |
| 10. November 2004 | Newcastle United  | 0:2 n. V. | FC Chelsea        |
| 10. November 2004 | Nottingham Forest | 2:4 n. V. | FC Fulham         |

## Viertelfinale
| Datum             |                   | Ergebnis              |               |
| ----------------- | ----------------- | --------------------- | ------------- |
| 1. Februar 2004   | Manchester United | 1:0                   | FC Arsenal    |
| 1. Februar 2004   | Tottenham Hotspur | 1:1 n. V. (3:4 i. E.) | FC Liverpool  |
| 30. November 2004 | FC Fulham         | 1:2                   | FC Chelsea    |
| 30. November 2004 | FC Watford        | 3:0                   | FC Portsmouth |

## Halbfinale
Die Hinspiele wurden am 11. Januar 2005 und 12. Januar 2005, die Rückspiele am 25. Januar 2005 und 26. Januar 2005 ausgetragen.
|              | Gesamt |                   | Hinspiel | Rückspiel |
| ------------ | ------ | ----------------- | -------- | --------- |
| FC Chelsea   | 2:1    | Manchester United | 0:0      | 2:1       |
| FC Liverpool | 2:0    | FC Watford        | 1:0      | 1:0       |

## Finale
| FC Chelsea                                                | FC Chelsea | FC Liverpool | FC Liverpool |
| --------------------------------------------------------- | --- | --- | ------------ |
| FC Chelsea                                                | \| Finale \| \| Sonntag, 27. Februar 2005 in Cardiff (Millennium Stadium) \| \| Ergebnis: 3:2 n. V. (1:1; 0:1) \| \| Zuschauer: 78.000 \| \| Schiedsrichter: Steve Bennett \| \| Spielbericht \|                                                     | \| Finale \| \| Sonntag, 27. Februar 2005 in Cardiff (Millennium Stadium) \| \| Ergebnis: 3:2 n. V. (1:1; 0:1) \| \| Zuschauer: 78.000 \| \| Schiedsrichter: Steve Bennett \| \| Spielbericht \|                                            | FC Liverpool |
| FC Chelsea                                                | Petr Čech, Paulo Ferreira, Ricardo Carvalho, John Terry, William Gallas (74. Mateja Kežman), Claude Makélélé, Jiří Jarošík (45. Eiður Guðjohnsen), Frank Lampard, Joe Cole (81. Glen Johnson), Damien Duff, Didier Drogba Cheftrainer: José Mourinho | Jerzy Dudek, Jamie Carragher, Sami Hyypiä, Djimi Traoré (67. Igor Bišćan), Luis García, Steven Gerrard, Dietmar Hamann, John Arne Riise, Harry Kewell (56. Antonio Núñez), Fernando Morientes (74. Milan Baroš) Cheftrainer: Rafael Benítez | FC Liverpool |
| FC Chelsea                                                | 1:1 Steven Gerrard (79., Eigentor) 2:1 Didier Drogba (107.) 3:1 Mateja Kežman (112.) | 0:1 John Arne Riise (1.) 3:2 Antonio Núñez (113.) | FC Liverpool |
| FC Chelsea                                                | Frank Lampard (27.), Mateja Kežman (81.), Didier Drogba (108.), Damien Duff (114.) | Sami Hyypiä (13.), Djimi Traoré (35.), Dietmar Hamann (79.), Jamie Carragher (117.) | FC Liverpool |
| FC Chelsea                                                | José Mourinho (80.) | | FC Liverpool |
| Finale                                                    | | |              |
| Sonntag, 27. Februar 2005 in Cardiff (Millennium Stadium) | | |              |
| Ergebnis: 3:2 n. V. (1:1; 0:1)                            | | |              |
| Zuschauer: 78.000                                         | | |              |
| Schiedsrichter: Steve Bennett                             | | |              |
| Spielbericht                                              | | |              |